# Bremiska krigen
Bremiska krigen är två konflikter mellan Sverige och den fria riksstaden Bremen under 1600-talet.

## Bakgrund
Sverige var en stormakt under större delen av 1600-talet. Under det trettioåriga krigets tredje fas hotade katolska arméer nordtyskland och Sverige. Gustaf II Adolf ingrep men stupade efter två år 1632. Axel Oxenstierna blev tillförordnad regent, eftersom Drottning Kristina var omyndig. 
Drottning Kristina förklarades myndig i december 1644 och blev Sveriges regent. Fredsförhandlingar efter det trettioåriga kriget hade påbörjats på våren samma år och ledde till att den Westfaliska freden kunde undertecknas i oktober 1648.
Drottningen kallade sig Hertiginna i Bremen och besökte sin besittning 1651 för att deltaga i en lantdag. Där kom drottningen och hertigdömets ständer överens om hur styret skulle fördelas.

### Westfaliska freden
Nedan följer ett urval av fredsvillkor som berörde Sverige.
- Det stadgas att Sverige är en stormakt och att Frankrike är Europas ledande stat.
- Det slås fast att katolicismen och protestantismen i framtiden skall existera sida vid sida i Tyskland.
- De tyska protestantiska staterna skall ge Sverige 5 miljoner riksdaler för   hemförlovning av sina trupper.
- Sveriges nya besittningar: Bremen-Verden (utom den fria riksstaden Bremen], Wismar och Hinterpommern.
- Svenska staten får upprätta universitet och svensk överdomstol i de tyska besittningarna.

### Freden i Roskilde
Freden i Roskilde slöts den 26 februari 1658. Det blev ett komplement och förtydligande till den Westfaliska freden. Ännu en komplettering gjordes i Freden i Köpenhamn den 27 maj 1660. 
Sverige fick följande danska landskap och öar:

•	Blekinge, Bornholm, Skåne.

Samt Bohuslän och Trondheims län från Norge.
Utöver detta blev Halland permanent svenskt (i Freden i Brömsebro år 1645 hade Halland endast erhållits som pant på 30 år).

## Bremens konflikt med Sverige
Medan fredsförhandlingarna pågick ansökte stadsrådet i Bremen om frihetsbrev från kejsaren. En Fristad inom det tysk-romerska riket var suveräna och hade eget styre. Men Sverige erkände inte Fristaden Bremen och krävde att staden skulle hylla den svenska kronan.

### Första bremiska kriget 1653-1654
År 1654 fick Bremen en representant i den tyska riksdagen och Sverige protesterade. Drottning Kristina beordrade guvernören i Bremen, Hans Christoff Königsmarck att besätta Burg utanför staden Bremen. Men det blev aldrig något egentligt krig. Den 28 november 1654 träffades avtal mellan Sverige och staden Bremen.

### Andra bremiska kriget 1665-1666
Bremen vägrade att hylla den nye svenske kungen Karl XI som statsöverhuvud, vilket ledde till att förmyndarregeringen förklarade krig mot Bremen. Men Bremen fick stöd av Nederländerna, Danmark och Lüneburg och den svenske fältmarskalken Wrangel valde en förhandlingslösning med staden Bremen och en traktat undertecknades i november 1666. Sverige lovade att upphöra med stridshandlingar och Bremen betalade skatt till Sverige.